# Nephodia parva
Nephodia parva är en fjärilsart som beskrevs av Paul Dognin 1921. Nephodia parva ingår i släktet Nephodia och familjen mätare. Inga underarter finns listade i Catalogue of Life.